# Торриче
Торриче (італ. Torrice) — муніципалітет в Італії, у регіоні Лаціо,  провінція Фрозіноне.
Торриче розташоване на відстані близько 85 км на схід від Рима, 5 км на схід від Фрозіноне.
Населення — 4808 осіб (2014).
Щорічний фестиваль відбувається 20 травня. Покровитель — San Bernardino.

## Демографія
Населення за роками:

Станом на 1 січня 2023 року в муніципалітеті офіційно проживало 207 іноземців з 29 країн, серед них 65 громадян країн Євросоюзу та 1 громадянин України.

## Сусідні муніципалітети
- Арнара
- Бовілле-Ерніка
- Фрозіноне
- Рипі
- Веролі